# Dunswell
Dunswell – wieś w Anglii, w hrabstwie East Riding of Yorkshire. Leży 7 km na północ od miasta Hull i 256 km na północ od Londynu.